# 김정현 (희극인)
김정현(1991년 5월 15일 ~ )은 대한민국의 희극 배우이다.

## 학력
- 서울방송고등학교 졸업
- 동아방송예술대학교 방송연예과 졸업

## 출연작

### 방송
- 웃찾사 (SBS)

코너 '강남엄마'
'싸랑해요 꼬레아'
'붕어빵'
'환상속의 그녀'
- 급식왕 (유튜브)
- 개승자 (KBS2) - 와일드카드 출연